# Rhamdioglanis frenatus
Rhamdioglanis frenatus és una espècie de peix de la família dels heptaptèrids i de l'ordre dels siluriformes. Poden assolir fins a 22 cm de longitud total.
És un peix d'aigua dolça i de clima tropical. Es troba a Sud-amèrica: rierols de l'illa São Sebastião (Brasil).